# 美国公共广播

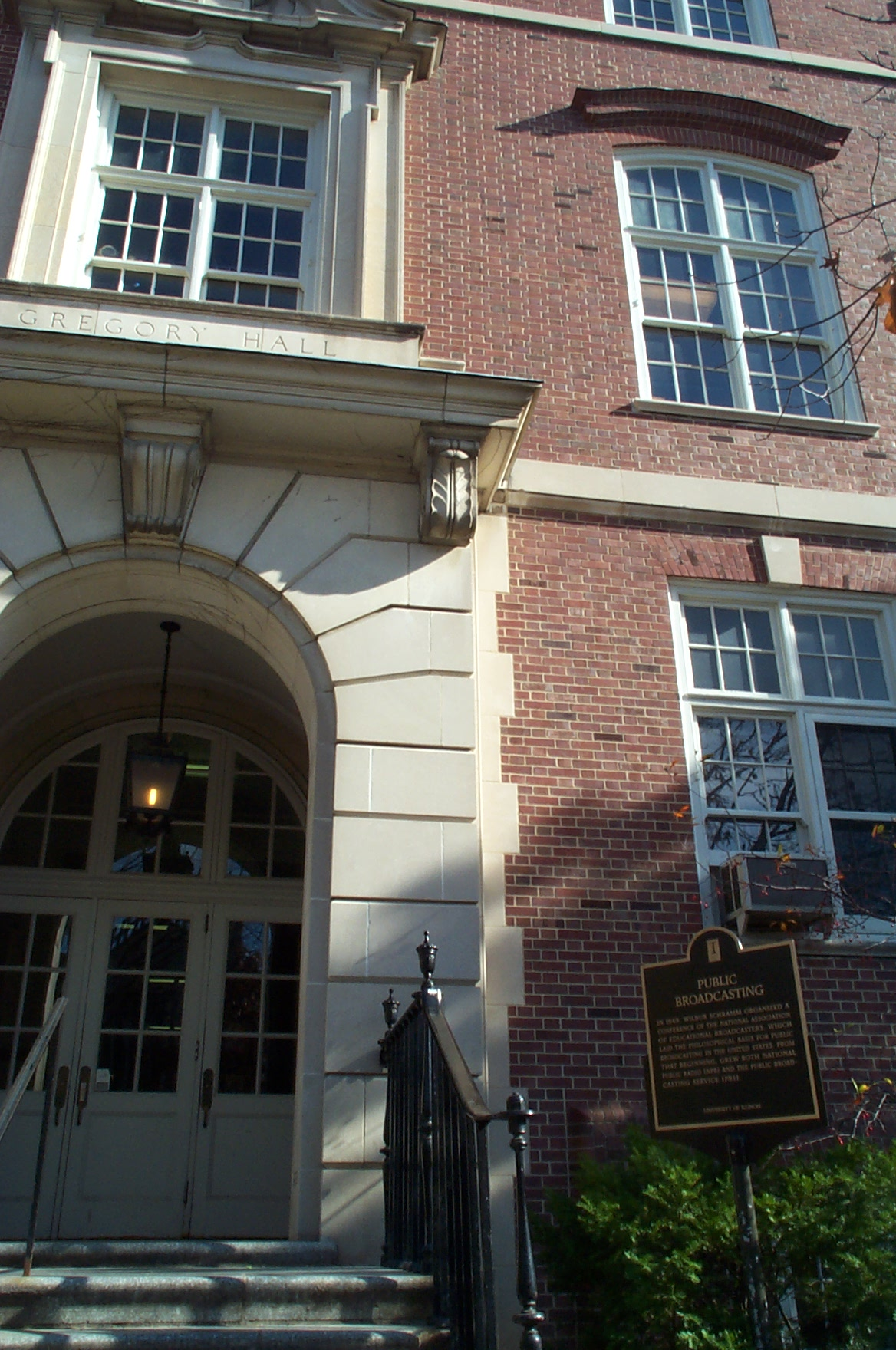
位于伊利诺伊大学厄巴纳-香槟分校的格雷戈里礼堂（Gregory Hall）在1940年代所召开的一场全国教育广播协会会议知直接促使了公共广播电视公司和全国公共广播电台的建立。

在美国，公共广播除了少数直接服务外，其余几乎都是分散式的。并且美国的公共广播并不由政府运营，但也的确得到了一些政府的支持。

## 背景概况
美国的公共广播系统和其他国家或地区的此类系统不同，因为美国境内主要的公共电视和电台的广播机构为公共广播电视公司（PBS）和全国公共广播电台（NPR），而它们在技术上是作为独立实体进行运营。部分资金来自社区对数百家电台和电视台的支持，每一家电台或电视台都是独立实体，授权给几个不同的非营利组织、自治体政府、州政府或大学中的一个。资金来源还包括直播和在线举办的承诺活动以及向赞助商出售承销“广告位”（通常时长为15秒到30秒）。
各个台站和节目所依赖的资金比例差异很大。针对逐个项目的资助可能会产生利益冲突的情况，因此必须根据公共广播电视公司制定的指南等标准逐个项目地权衡利益冲突情况。 捐款广泛分配给台站和制作人，为该系统提供了弹性和广泛的支持基础，但也分散了权力并阻碍了决定性的变革和优先事项的确定。
美国联邦政府对国内公共广播电台和电视台的支持都是通过公共广播公司来进行的，而公共广播公司是作为一家独立公司而进行运营的。美国的公共电台和公共电视台通常会自己制作节目，同时也从国家级制作机构或节目分销商来里购买额外的节目，例如：全国公共广播电台、公共广播电视公司、国际公众电台、美国公共电视公司、美国公共传媒和公共广播交流机构等。
自1960年代末以来，美国公共电视台和电台一直受到美国保守派政客和智库（如美国传统基金会）的抨击。而受到这种思潮的影响，美国的保守派领导人们——尼克松总统、里根总统、小布什总统、特朗普总统及前众议长纽特·金里奇等人都一直在试图通过联邦预算来削减公共广播公司的开支或干脆使其私有化；尽管公共广播公司的拨款仅占美国联邦开支的一小部分。不过美国国会中的自由派、中间派及大部分保守派议员还是愿意继续拨款给公共广播公司，这导致联邦层面对公共广播的打压以失败告终；但在州层级，一些州议会已经成功削减了本州对公共广播事业的拨款。
反对取消联邦政府对公共广播公司拨款的艺术倡导者和媒体观察者都认为，公共广播电视公司所提供的教育节目和艺术节目在美国电视上的收视率有限。尽管有线电视和在流媒体的出现促使了类似内容的发展，但是包括农村地区观众在内的部分人士的教育资金远低于城市化地区，并且没有机会接受艺术教育。公共广播公司先前的估计表明，取消对自己的联邦资金原著将严重削弱公共广播电视公司、全国公共广播电台在农村地区的加盟台及独立公共广播电台的发展能力，并可能导致公共广播系统的逐步崩溃。政府问责署和其他组织进行的综合研究得出的结论是，在人口密度较低的地区，公共电视台和电台不可能普遍获得足够的私人融资以充分取代占这些电台年度预算40%至50%的纳税人资金，并确保为公众提供公共广播服务。

## 发展历史
美国早期的公共电台都是由州立大学或学院所运营，并作为“合作推广服务”的一部分。这个时代的电台都是有内部资助的，并不需要向公众募款；不过也有一部分是接受广告投放的。爱荷华公共电台、南达科他公共电台和威斯康辛公共电台都是在这种状况下完成联播网组建的。
“非商业教育”电台这个概念直到1941年才被明确写入美国法律中；而刚好在同年，调频广播也被正式商用化。联邦通讯委员会从42.1兆赫到42.9兆赫这个波段中给非商业教育电台预留了5个频率，而当调频波段在1945年移至88兆赫到106兆赫（后来扩展到108兆赫）后，联邦通讯委员会将88.1兆赫至91.9兆赫预留给了非商业教育电台。 不过并非所有非商业教育电台都局限在这个波段，比如位于印第安纳州布卢明顿市的WFIU，它的广播频率就是103.7兆赫。 位于得克萨斯州休斯敦市的KUHT是美国第一家公共电视台，它于1953年5月25日开始在休斯敦大学校园内播出。 整个1950年代，这种大学运营的公共电视台在大城市范围内继续发展；但在农村地区，大学转而运营商业电视台的案例却也不少见。例如，密苏里大学所经营的KOMU电视台就成为全国广播公司旗下联播网在密苏里州哥伦比亚市的附属加盟电视台。
《1967年公共广播法》由林登·约翰逊总统签署通过，该法的部分内容借鉴了纽约卡内基公司对1965年对教育电视的研究成果。《1967年公共广播法》的通过促进了美国当前公共广播系统的发展，同时依据该法成立了公共广播公司。这是一个私人实体，负责促进各公共广播公司之间的节目多样性、非商业广播的发展和扩展，并向地方电视台提供资金以帮助他们制作节目； 公共广播公司接受联邦政府指定的资金以及公共和私人捐款。虽然该法案的目的是发展公共电视和电台，但该法的草案几经修订之后已从原始文本中删除了所有对电台的提及；密歇根州参议员罗伯特·格里芬甚至建议更改法案名称为《公共电视法》。但法案在颁布成为法律的最后一刻进行了修改，有关电台纳入法案的参考内容被以透明胶带粘在法案文本上的形式被重新添加了进去。这一版本最后获得美国国会批准并由约翰逊总统签署成为法律。

## 公共电台
美国第一家公共广播电台是位于加利福尼亚州伯克利市的KPFA电台，这家电台后来成为太平洋广播网的旗舰电台。从建立之初起，太平洋广播网就拒绝任何形式的企业捐赠；它的运营主要是依靠听众的支持。KPFA电台以免费赠送调频广播收音机的形式来发展自己的听众基础，并鼓励听众“订阅”支持自己，即通过直接捐款来支持电台发展。因此这也是全球最资深的听众支持广播网。 而自从公共广播公司成立之后，太平洋广播网有时也会从它们那得到帮助。目前，太平洋广播网在洛杉矶市、纽约市、休斯敦市和华盛顿哥伦比亚特区等地区拥有自己的电台站及中继站，同是还运营着一个有众多加盟电台组成的联播网。
作为《1967年公共广播法》的副产品之一，全国公共广播电台在1970年2月正式创立。该机构取代了由福特基金会所资助的全国教育电台联播网；虽然很多人习惯将这两个机构混为一谈，但全国公共广播电台在实际上还囊括了除全国教育电台联播网之外的多个组织。一些地方独立公共电台会从公共广播节目商这里购买节目，例如：全国公共广播电台、国际公众电台、美国公共传媒、公共广播交流机构和太平洋电台等。而这些所购买的节目通常是通过公共电台卫星系统进行分发。围绕这些节目，地方公共电台会再填充一些本地新闻或其他节目来完善自己的节目编排。但也有许多公共电视台完全独立于这些节目服务商，它们自行制作全部或大部分内容。美国的公共广播电台倾向于播放新闻和谈话节目以及音乐和艺术文化节目。一些较大的运营商将这些节目形式分成单独的类型电台或联播网。音乐电台可能以播放古典乐而闻名，但也提供其他音乐类型，包括历史悠久的“折衷音乐”风格。这种风格在大学广播电台中很常见，本质上是相当自由的。爵士乐是另一种传统但正在衰落的公共广播节目的主要内容。 美国原住民和墨西哥裔美国人的文化音乐和节目也具有区域特色。
美国政府也直接运营着一些有限的公共广播电台服务。这些要么是高度专业化并在21世纪初就实现自动化的电台，例如：提供授时服务的WWV电台和WWVH电台；提供天气预报等气象服务的NOAA气象电台等。或者是针对非美国本土听众的海外电台，例如：美国之音等。由于《史密斯－蒙特法》的规定，面向非美国听众播出的节目因为大部分为政治宣传目的而在1948年到2013年期间禁止向美国国内观众广播；不过这些限制在2013年后也被取消了。NOAA气象电台在美国境内各地都设有单独的地面中继站，同时其广播波段也位于为此类电台而专门预留的频段上。WWV电台和WWVH电台这样的授时电台则是通过单一的短波设施进行广播，美国国内常用的调幅广播和调频广播收音机是接收不到此类频道的。2016年初，位于内华达州拉斯维加斯的KVGK-LP电台开始每小时转播美国之音的整点新闻。这是《史密斯－蒙特法》废除后，美国境内已知唯一一家转播美国之音节目的公共广播电台。
地方电台通过定期寻求个人和企业捐款以及企业承销的承诺活动获得部分运营资金。除了免费使用公共无线电频率外，一些电台还从联邦、州和地方政府以及政府资助的大专院校获得部分资金。然后，当地电视台与节目发行商签订合同，并自己提供一些节目。相较于公共广播电视公司不自己制作内容，而是精选成员电台的节目和购买独立节目发行商所制作的节目；全国公共广播电台则会制作自己的节目。全国公共广播电台还从私人捐助者、基金会和公共广播公司获得一些直接资金。

## 公共电视
在美国，公共广播电视公司是其全国级主要的公共电视内容提供商。在公共广播电视公司于1970年10月成立时，它承担了其前身国家教育电视台的许多职能。国家教育电视台被福特基金会和公共广播公司所关闭，起因是因为该电视台拒绝停止播放有关各种社会问题的纪录片；这些纪录片因其关注的焦点过于尖锐而受到批评，同时其内容也疏远了该电视台所领导联播网的大部分会员台。国家教育电视台对额外资金的不断要求导致福特基金会在1966年开始撤回对该电视台及其联播网的财务支持，而福特基金会是公共广播公司成立之前承担国家教育电视台及其联播网加盟电视台运营资金的主要赞助者；而公共广播公司咋子成立之后也一直在力图组建属于自己的联播网。公共广播电视公司的成立刚好是建立在对国家教育电视台联播网位于纽约市的会员台WNDT（后改名为WNET电视台）合并基础上，WNDT是一家由新泽西州纽瓦克市所授权建立的电视台。公共广播电视公司还接管了国家教育电视台解散前的部分节目版权，例如：《罗杰先生的邻居》、《华盛顿评论周刊》和《芝麻街》等；后两个节目至今仍在公共广播电视公司所属的频道和联播网上播出。 此后，公共广播电视公司又在1973年合并了由全国教育广播协会所创立的教育电视台。
公共广播电视公司（PBS）与美国公共电视公司（APT）（其前身为“东部教育电视网（Eastern Educational Network）”）向全国范围内自有自营独立电视台（其中部分电视台的品牌名中可能带有“（PBS）”）系统分发自己的节目，这些电视系统主要受联邦政府与州政府的拨款资助，以及来自个人用户的捐款；这些公共电视媒体每年会至少会举行两次为期两周到三周的承诺活动，具体日期视该电视台或地方电视网而定。同时商业机构也可以向特定节目捐款，节目会再播出时向这些机构致谢。但是致谢内容只能是“声明性”而不能是“号召性”，即节目不能给出价格、对比内容或任何鼓励听众前往商业机构的内容。大多数公共电视台属于教育机构活相关独立实体，这包括大专院校、地方教育委员会和非营利组织等；然而，一些全州公共电视网络则是作为州政府机构运营的，同时一些服务于个别市场的独立公共电视台则是由市政府或其辖下的相关机构运营。和全国公共广播电台不同，公共广播电视公司并不制作任何由其播出的节目内容，同时还没有设立下辖的新闻部门。所有的公共广播电视公司节目都是由其会员电视台或外部制作机构制作，然后再通过它的联播网分发到各会员台播出。
美国境内除了某些大中城市内的次要或第三级别电视台完全依赖于美国公共电视公司或其他制作机构的广播联卖内容外，其他绝大多数公共电视台都是公共广播电视公司联播网的会员台。截至2017年，公共广播电视公司联播网的354家会员电视台（占全美365家公共电视台的97%）中，约有一半是全美40个州级或区域级联播网的母台之一；这些母台可以通过卫星中继站向其所在的联播网其他会员台传输节目，这使得公共广播电视公司的节目可以覆盖到整个州或州内的某些区域。某些公共广播电台集团也会采取类似方式，而它们又往往与公共广播电视公司共享部分会员台站。需要注意的是，公共电视联播网内联播网与会员台的隶属关系不同于1950年代所诞生的商业电视联播网内联播网与会员台的关系。在商业联播网内，一家会员台往往拥有某个媒体市场的独占权；但在公共电视联播网，公共广播电视公司往往在某些媒体市场拥有多家非商业性教育电视台作为其会员台。例如在洛杉矶市和芝加哥市，公共广播电视公司在当地拥有三家会员电视台。在这些有冲突的媒体市场内，各家会员台必须参与到“节目差异化项目（Program Differentiation Plan）”内。公共广播电视公司会每周给这些电视台分配不同比例的联播节目，而最高比例往往是分给该市场内最主要的电视台。这样会导致联播节目常常在参与“节目差异化项目”的会员电视台延迟播出，而解决这个问题的最佳方案依然是保证每个媒体市场主要电视台或加盟电视台对联播内容有排他性的独占权。
和商业电视网的附属台一样，公共广播电视公司的附属台也有权力自由安排时段来播出其所提供的全国联播节目，特别是在黄金时段，甚至还可以提前播出。公共广播电视公司通常会在上午和下午时段以及周日晨间时段用来安排儿童节目的播出；这些节目有些由公共广播电视公司提供，但也有部分节目是由美国公共电视公司等独立节目制作商提供。虽然这么做的会员台很多，但也不是所有会员台都会这么做。大多数独立公共电视台也会播出儿童节目，不过它们不像公共广播电视公司联播网会员台那样用来大量填充自己的日间时段。公共广播电视公司联播网内的许多会员台还会播出包括远程教育在内的教学电视节目，以供公立或私立学校以及成人教育课程使用。但自从进入21世纪以来，许多公共电视台已经将此类节目降级到那些仅需自己日常维护的数字子频道播出，或仅仅只提供网络播出渠道。同时，公共广播电视公司也有针对黄金时段的联播节目安排，例如：纪录片、艺术类和指导类节目、剧本戏剧等。直接向公共电视台分发的采购节目，例如进口连续剧、纪录片和院线电影 、政治和时事节目以及家居装修、园艺和烹饪节目等则占据了电视台每个播出日的剩余时间。公共广播电视公司和独立公共电视台还会制作当地感兴趣的节目，包括本地新闻和新闻杂志节目、公共事务节目、纪录片，以及在某些地区对州立法程序的全面报道。
随着数字电视的推出，越来越多的公共电视联播网也出现了，而它们大多与公共广播电视公司有着直接或间接的联系。这些新联播网的出现为公众提供了更多的文化、娱乐及教学节目。公共广播电视公司自己也运营这三个这样的全新联播网：PBS儿童是一个播出儿童节目的联播网，同时也是公共广播电视公司主要的日间时段节目源；PBS高清则是播出高清内容的联播网；PBS卫星则是公共广播电视公司精选其主要节目以作为替补节目源，同时也是跨夜节目源。而相对公共广播电视公司独立的联播网则有：由美国公共电视公司运营的创意电视网，这是一个提供教学指导类、家庭园艺类及烹饪和旅游类节目的联播网；而由兆赫联播网所运营的兆赫看世界联播网则是一个播出海外剧集（主要是罪案剧）、新闻节目和纪录片的电视网；世界频道由美国公共电视公司、WNET电视台、WGBH教育基金会、全国教育远程通讯协会（National Educational Telecommunications Association）联合运营的公共电视频道，其播出节目以科学、自然、新闻、公共事务和纪录片节目为主。
美国许多社区可以在本地的有线电视平台上收看到公用电视，这些频道通常由有线电视授权费所支持，也有少量经费来自观众的捐赠。